# Reino Zagué
```
   |-
       |
Erro:
:  
valor não especificado para "
nome_comum
"

   |-
       | 
Erro:
:  
valor não especificado para "
continente
"
```

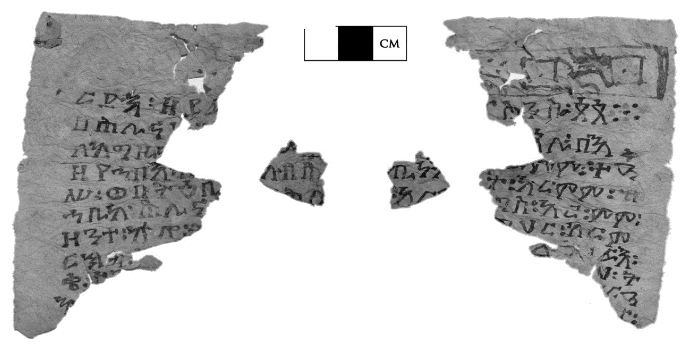
Um manuscrito Ge'ez fragmentado descoberto no Mosteiro Egípcio de Santo Antônio. É contemporâneo do Reino de Zangué sendo datado de 1160-1265

Reino Zagué (em ge'ez: ዛጉዌ ሥርወ መንግስት) foi um reino histórico no atual norte da Etiópia governado pela "Dinastia Agau" Centrado em Lalibela, governou grandes partes do território de aproximadamente 900 a 1270, quando o último rei Za-Ilmaquenum foi morto em batalha pelas forças do rei abissínio, Iecuno-Amelaque. O nome da dinastia é pensado para derivar da frase guês Ze-Agau, que significa "Dinastia Agau" em referência aos agaus que constituem a sua classe dominante. O rei mais conhecido de Zagué foi Gebra Mascal Lalibela, que é creditado por ter construído as igrejas de Lalibela.
David Buxton afirmou que a área sob o domínio direto dos reis de Zagué "provavelmente abraçava as terras altas da Eritreia moderna e todo o Tigré, estendendo-se para o sul até Uague, Lasta e Damote (província de Ualo) e daí para oeste em direção ao Lago Tana (Beguemdir)". Ao contrário da prática de governantes posteriores da Etiópia, Taddesse Tamrat argumenta que, sob a dinastia de Zagué, a ordem de sucessão era de irmão a irmão, com base nas leis agaus de herança.